# Praesetora
Praesetora is een geslacht van vlinders van de familie slakrupsvlinders (Limacodidae).

## Soorten
- P. divergens (Moore, 1879)
- P. monogramma Hering, 1933